# Distretto di Chililabombwe
Il distretto di Chililabombwe è un distretto dello Zambia, parte della Provincia di Copperbelt.
Il distretto comprende 22 ward:
- Anoya Zulu
- Chilimina
- Chitambi
- Chitimukulu
- Helen Kaunda
- James Phiri
- Joseph Mwilwa
- Kafue
- Kakoso
- Kamima
- Kawama
- Mathew Nkoloma
- Miteta
- Miyanda
- Mumba
- Mukuka
- Mvula
- Nakatindi
- Ngebe
- Silwizya
- Yeta
- Yotam Muleya